# Tricentrus brunneifasciata
Tricentrus brunneifasciata är en insektsart som beskrevs av William D. Funkhouser 1938. Tricentrus brunneifasciata ingår i släktet Tricentrus och familjen hornstritar. Inga underarter finns listade i Catalogue of Life.